# 新竹取物語
『新竹取物語』（しんたけとりものがたり）は、ビクター音楽産業が1984年にパーソナルコンピュータで発売したアドベンチャーゲーム。1988年に『かぐや姫伝説』のタイトルでファミリーコンピュータへも移植された。若干のお色気要素や下ネタを含むストーリーだが、アダルトゲームではない。
本項では続編『新玉取物語』及びFC版『かぐや姫伝説』についても記述する。
なお、本作は1983年にポニー（現・ポニーキャニオン）が発売した『おーい!かぐや姫 衣衣の別れ』と「1980年代前半にパソコンで発売」「発売元がレコード会社」「竹取物語を題材にしている」という共通点があるために混同される場合があるが、無関係である。

## 概要
テキストアドベンチャー形式。コマンド入力はカタカナ・ローマ字・英語の3通りから選択可。
また、アドベンチャーゲームとしては異例の難易度選択（3段階）がある。
ゲームの目的はかぐや姫を発見することである。
ゲーム開始時に主人公の性別を選択。男を選んだ場合はそのまま、女を選んだ場合は催眠術で強制的に男であると思い込まされた状態でスタート。この時の選択は後のストーリー展開に影響する。
プレイヤーが最初に所持しているアイテムは鞭とローソク。本編についてもギャグや下ネタが満載である。
本ゲームでは入力内容に応じた最高160点の「スコア」が付けられており、その他体調・性別・難易度によりストーリーは大きく変化し、エンディングも複数用意されている。

## 他機種版
| No. | 発売日         | 対応機種               | タイトル     | 開発元               | 発売元           | メディア                                                       | 型式      | 価格            | 売上本数 | 備考 |
| --- | -------------- | ---------------------- | ------------ | -------------------- | ---------------- | -------------------------------------------------------------- | --------- | --------------- | -------- | ---- |
| 1   | 1985年4月      | PC-8801                | 新竹取物語   | クロスメディアソフト | ビクター音楽産業 | 5インチフロッピーディスク                                      |           |                 | -        |      |
| 2   | 1985年8月      | X1 PC-6601SR           | 新竹取物語   | クロスメディアソフト | ビクター音楽産業 | X1:5インチフロッピーディスク PC-66:3.5インチフロッピーディスク |           |                 | -        |      |
| 3   | 1986年         | PC-9801                | 新竹取物語   | クロスメディアソフト | ビクター音楽産業 | 3.5インチフロッピーディスク                                    |           |                 | -        |      |
| 4   | 1988年12月16日 | ファミリーコンピュータ | かぐや姫伝説 | マイクロニクス       | ビクター音楽産業 | 2メガビット+64キロRAMロムカセット                              | VFR-K1-06 | 5,900円（税別） | -        |      |

ファミリーコンピュータ版『かぐや姫伝説』
- コマンド入力がオーソドックスな選択式に変更された。

## スタッフ
- プロデューサー：本多慧
- 原作 : 松本貢（本職はDJ）
- グラフィック、イラストレーション : 富沢千夏
- プログラム：SPRING FIELD
- サウンド : 美羅亜樹
- カバー・デザイン：J.D.S GRAPHIC
- 開発：クロスメディアソフト

## 評価
オリジナル版
ライターの佐々木潤は、Akiba PC Hotlineに寄せたレビュー記事の中で、選択肢にスコアを付けたことで、プレイヤーが周回を通じて高得点の取り方を学んでいくようになるため、「エンディングを迎えたら、二度と遊ばない」とされていた既存のアドベンチャーゲームとの個別化に成功したと評価している。
ファミリーコンピュータ版
ゲーム誌『ファミコン通信』の「クロスレビュー」では合計22点（満40点）、『マル勝ファミコン』では5・7・8・6・7の合計33点（満50点）、『ファミリーコンピュータMagazine』の読者投票による「ゲーム通信簿」での評価は以下の通りとなっており、17.59点（満30点）となっている。また、同雑誌1991年5月10日号特別付録の「ファミコンロムカセット オールカタログ」では「ちょっとアブナイ感じのゲームだ」と紹介されている。
| 項目 | キャラクタ | 音楽 | 操作性 | 熱中度 | お買得度 | オリジナリティ | 総合  |
| 得点 | 3.30       | 2.97 | 2.89   | 2.81   | 2.70     | 2.92           | 17.59 |

## 新玉取物語
1987年に発売された続編。かぐや姫の求めに応じて「五色の玉」を集めると言うストーリー。
- ゲーム開始時にプレイヤーの年齢を入力すると、入力した年齢に応じて本編のメッセージが変化する。
- コマンド入力は前作のテキスト入力ではなく選択式が採用されている。

### 他機種版
| No. | 発売日     | 対応機種                          | タイトル   | 開発元               | 発売元           | メディア                                                                                 | 型式 | 価格             | 売上本数 | 備考 |
| --- | ---------- | --------------------------------- | ---------- | -------------------- | ---------------- | ---------------------------------------------------------------------------------------- | ---- | ---------------- | -------- | ---- |
| 1   | 1987年10月 | PC-8801/SR PC-9801 FM-77 X1/turbo | 新玉取物語 | クロスメディアソフト | ビクター音楽産業 | PC-88・FM-77・X1:5インチフロッピーディスク6枚組 PC-98・FM-77:3.5インチフロッピーディスク |      | 10,000円（税別） | -        |      |

### スタッフ
- 原作：本多慧